# Schwimmfarne

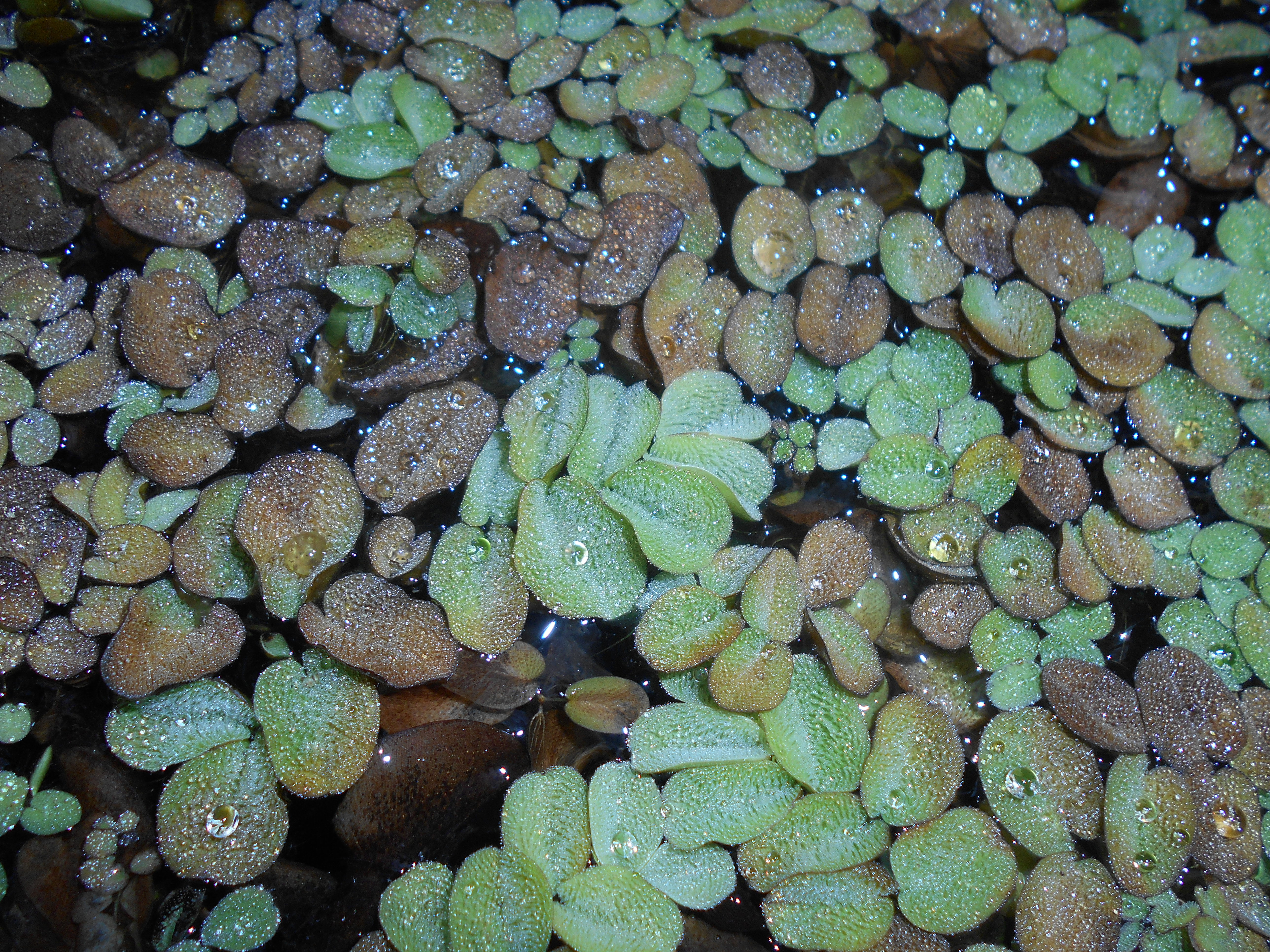
Salvinia biloba

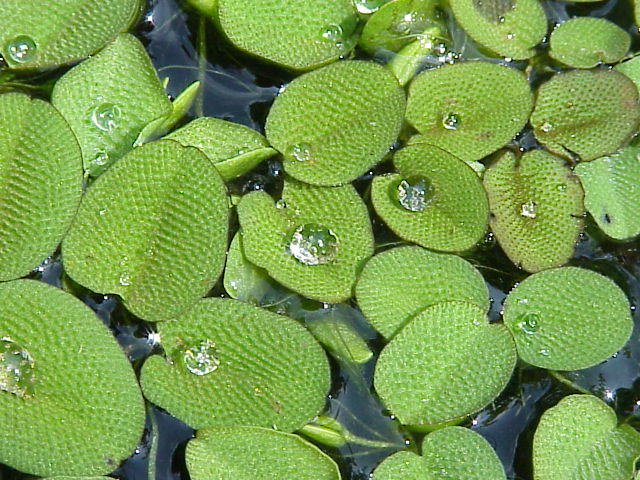
Salvinia minima

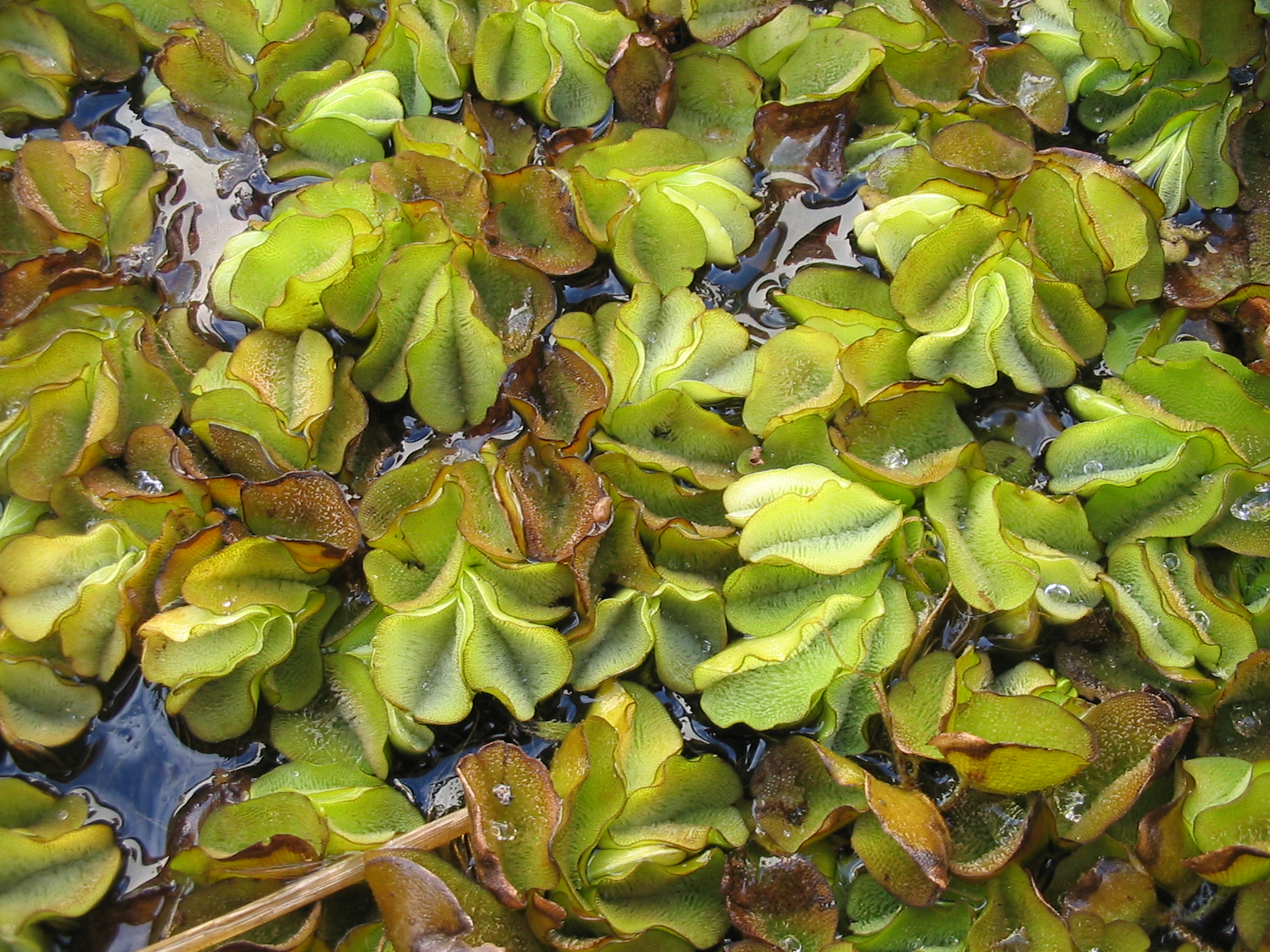
Lästiger Schwimmfarn (Salvinia molesta)

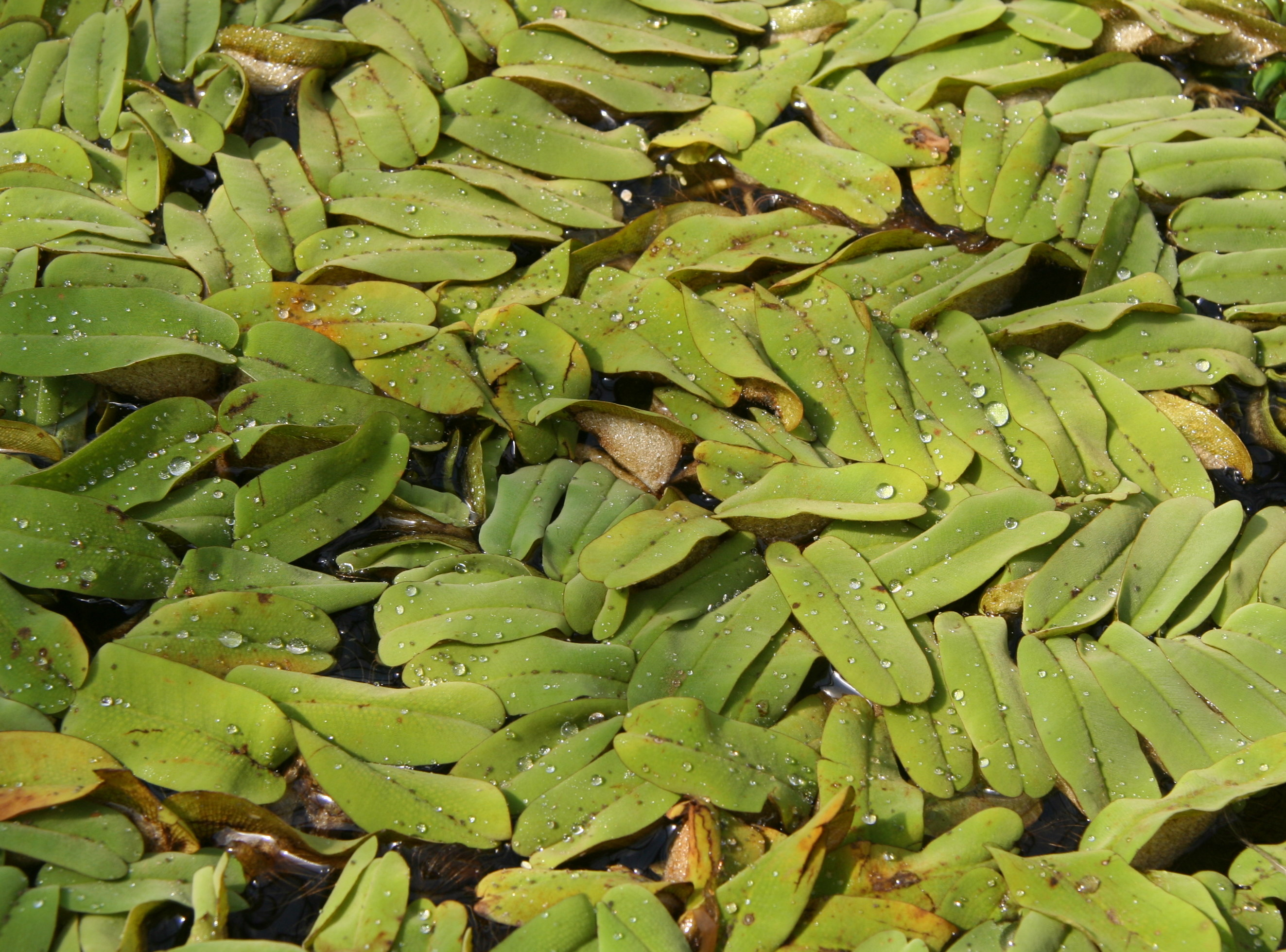
Langblättriger Schwimmfarn (Salvinia oblongifolia)

Die Gattung Schwimmfarne (Salvinia) gehört zu den Schwimmfarngewächsen und besteht aus zehn bis zwölf Arten, die überwiegend in den Tropen beheimatet sind (Ausnahme: Australien). Schwimmfarne kommen in stehenden oder langsam fließenden Gewässern vor. Einzige europäische Art ist der Gemeine Schwimmfarn Salvinia natans.

## Beschreibung
Schwimmfarne sind zwischen 2 und 20 cm große, an der Wasseroberfläche treibende Pflanzen.
Sie breiten sich geschlechtlich durch Sporen und vegetativ durch Ausläufer aus; letztere Vermehrungsweise kann zu einem großflächigen Überwuchern der Wasseroberfläche führen.
Jede Einzelpflanze besteht aus horizontal wachsenden Achsen mit dreizähligen Wirteln von Blättern. Von diesen sind zwei als rundliche oder ovale Schwimmblätter ausgebildet; das dritte ist fein zerteilt, reicht einige Zentimeter nach unten und übernimmt als sogenanntes Wasserblatt die Rolle einer Wurzel. Es ist aber nicht im Grund verankert.

## Systematik
Die Gattung Salvinia wurde von dem italienischen Botaniker Pier Antonio Micheli im Jahr 1729 zu Ehren des italienischen Philologen Antonio Maria Salvini (1653–1729) benannt.
Es gibt zehn bis zwölf Arten:
- Rundblättriger Schwimmfarn (Salvinia auriculata Aubl.), Heimat: Mexiko, Bermuda-Inseln, Westindien, Mittelamerika und Südamerika.[3]
- Salvinia biloba Raddi, Heimat: Brasilien, Bolivien und Paraguay.[3]
- Kapuzenartiger Schwimmfarn (Salvinia cucullata Roxb. ex Bory), Heimat: Indien, Indonesien, Thailand, Myanmar, Kambodscha und Vietnam.[3]
- Salvinia cyathiformis Maxon, Heimat: Trinidad.
- Salvinia hastata Desv., Heimat: Kenia, Tansania, Malawi, Mosambik, Madagaskar und Réunion.[3]
- Salvinia herzogii de la Sota: Sie kommt in Brasilien, Argentinien, Paraguay und Uruguay vor.[3]
- Salvinia minima Baker: Sie kommt ursprünglich in Mexiko, in der Karibik, Guatemala, Honduras, Belize, El Salvador, Nicaragua, Panama, Kolumbien, Ecuador, Venezuela, Brasilien, Bolivien, Peru, Paraguay, Uruguay und im nördlichen Argentinien vor.[3] In Nordamerika weithin eingebürgert.
- Salvinia molesta Mitchell, Heimat: Brasilien, in den Tropen und Subtropen weithin eingebürgert, kommt auch in den Niederlanden vor.
- Gemeiner Schwimmfarn (Salvinia natans (L.) All.),[4] Heimat: Europa, Nordafrika, Asien.
- Salvinia nymphellula Desv., Heimat: Westafrika.
- Langblättriger Schwimmfarn (Salvinia oblongifolia Mart.), Heimat: Brasilien.
- Salvinia radula Bak.: Sie kommt in Panama, Kolumbien, Ecuador, Venezuela, Brasilien, Bolivien und Paraguay vor.[3]
- Salvinia sprucei Kuhn; Sie kommt in Panama, Kolumbien, Venezuela, Trinidad und im nördlichen Brasilien vor.[3]

Als Aquarienpflanzen werden Salvinia auriculata (Kleinohriger Schwimmfarn), Salvinia cucullata (Kapuzenartiger Schwimmfarn) und vor allem Salvinia molesta (Lästiger Schwimmfarn), aber auch Salvinia oblongifolia (Langblättriger Schwimmfarn) kultiviert.